# Festival di ginnastica e sport della RDT

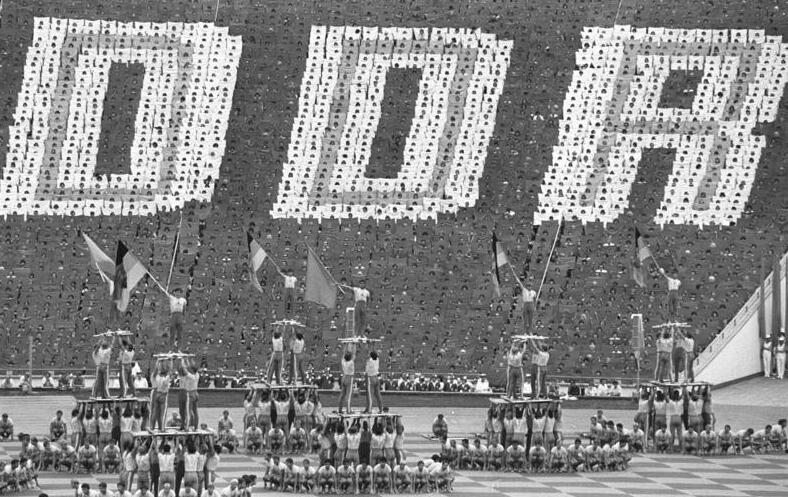
Festival di ginnastica e sport nel 1977

Il Festival di ginnastica e sport della RDT si è svolto dal 1954 al 1987, per un totale di otto volte a Lipsia. Fino al 1963 ancora come "Festival di ginnastica e sport tedesco", si ergeva nella tradizione del 1933, realizzando 15 "Festival di ginnastica e sport dei lavoratori tedeschi".
Il primo Festival tedesco di ginnastica e sport si è svolto nel Campi del festival, vicino allo Zentralstadion, allo Stadion des Friedens e al Bruno Plache Stadion. Con il 2° DTSF la competizione si trasferì nel nuovo stadio centrale, inaugurato nel 1956. Qui, come in tutti i festival successivi, si sono svolti i principali eventi: una grande propaganda sportiva organizzata da show sportivi, spesso una partita internazionale di calcio, un evento internazionale di atletica e un evento di chiusura.
Dal 1987 i bambini e le Sparachiadi hanno svolto la loro competizione simultaneamente in quasi tutte le città distrettuali e distretti della RDT, con lo Spartakiade di Lipsia che ha svolto un ruolo centrale.
- 1954 (18-22 agosto): I. Festival tedesco di ginnastica e sport
- 1956 (2 e 5 agosto): II. Festival tedesco di ginnastica e sport
- 1959 (13-16 agosto): III. Festival tedesco di ginnastica e sport
- 1963 (1-4 agosto): IV. Festival tedesco di ginnastica e sport
- 1969 (24-27 luglio): V. Festival d ginnastica e sport della RDT
- 1977 (dal 25 al 31 luglio): VI. Festival di ginnastica e sport della RDT e VI. Spartachiadi per bambini e giovani
- 1983 (dal 25 al 31 luglio): VII Festival di ginnastica e sport della RDT e IX. Spartachiadi per bambini e giovani
- 1987 (27 luglio-2 agosto): VIII. Festival di ginnastica e sport della RDT e XI. Spartachiadi per bambini e giovani

Dal 1990, ci sono di nuovo festival di ginnastica tutti tedeschi, Lipsia è stata la città ospitante nel 2002.